# كلماخو
كلماخو قرية في ناحية مركز القرداحة التابعة لمنطقة القرداحة في محافظة اللاذقية. بلغ عدد سكانها 2252 نسمة عام 2004.